# Grand Prix Formule 1 van België 1952
De Grand Prix Formule 1 van België 1952 werd gehouden op 22 juni op het circuit van Spa-Francorchamps in Stavelot. Het was de derde race van het seizoen.

## Uitslag
| Pos. | Nr. | Coureur                       | Constructeur          | Rondes | Tijd / Oorzaak uitval | Grid | Punten |
| ---- | --- | ----------------------------- | --------------------- | ------ | --------------------- | ---- | ------ |
| 1    | 4   | Alberto Ascari                | Ferrari               | 36     | 3:03:46.3             | 1    | 9S     |
| 2    | 2   | Giuseppe Farina               | Ferrari               | 36     | +1:55.2               | 2    | 6      |
| 3    | 14  | Robert Manzon                 | Gordini               | 36     | +4:28.4               | 4    | 4      |
| 4    | 8   | Mike Hawthorn                 | Cooper-Bristol        | 35     | +1 Ronde              | 6    | 3      |
| 5    | 28  | Paul Frere                    | HWM-Alta              | 34     | +2 Rondes             | 8    | 2      |
| 6    | 10  | Alan Brown                    | Cooper-Bristol        | 34     | +2 Rondes             | 9    |        |
| 7    | 34  | Charles de Tornaco            | Ferrari               | 33     | +3 Rondes             | 13   |        |
| 8    | 18  | Johnny Claes                  | Gordini               | 33     | +3 Rondes             | 19   |        |
| 9    | 12  | Eric Brandon                  | Cooper-Bristol        | 33     | +3 Rondes             | 12   |        |
| 10   | 20  | Prince Bira                   | Simca-Gordini-Gordini | 32     | +4 Rondes             | 18   |        |
| 11   | 24  | Lance Macklin                 | HWM-Alta              | 32     | +4 Rondes             | 14   |        |
| 12   | 30  | Roger Laurent                 | HWM-Alta              | 32     | +4 Rondes             | 20   |        |
| 13   | 38  | Arthur Legat                  | Veritas               | 31     | +5 Rondes             | 21   |        |
| 14   | 44  | Robert O'Brien                | Simca-Gordini-Gordini | 30     | +6 Rondes             | 22   |        |
| 15   | 42  | Tony Gaze                     | HWM-Alta              | 30     | +6 Rondes             | 16   |        |
| DNF  | 40  | Robin Montgomerie-Charrington | Aston Butterworth     | 17     | Motor                 | 15   |        |
| DNF  | 6   | Piero Taruffi                 | Ferrari               | 13     | Ongeluk               | 3    |        |
| DNF  | 16  | Jean Behra                    | Gordini               | 13     | Ongeluk               | 5    |        |
| DNF  | 36  | Ken Wharton                   | Frazer-Nash-Bristol   | 10     | Spin                  | 7    |        |
| DNF  | 22  | Louis Rosier                  | Ferrari               | 6      | Transmissie           | 17   |        |
| DNF  | 26  | Peter Collins                 | HWM-Alta              | 3      | Aandrijving           | 11   |        |
| DNF  | 32  | Stirling Moss                 | ERA-Bristol           | 0      | Motor                 | 10   |        |

## Noot
- Dit was het debuut voor de Belgische coureurs Paul Frère, Charles de Tornaco, Roger Laurent en Arthur Legat; de Australische coureur Tony Gaze - de eerste Australiër in Formule 1; de Amerikaanse coureur Robert O'Brien en de Britse coureurs Robin Montgomerie-Charrington en Mike Hawthorn (toekomstig Grand Prix-winnaar en wereldkampioen).
- Eerste snelste ronde en eerste Grand Slam voor Alberto Ascari.
- Eerste ronde als raceleider voor Jean Behra.
- Eerste podiumplaats voor Robert Manzon.
- Dit waren de 25ste en 26ste podiumplaatsen voor een Italiaanse coureur.

1925 · 1930 · 1931 · 1933 · 1934 · 1935 · 1937 · 1939 · 1947 · 1949 · 1950 · 1951 · 1952 · 1953 · 1954 · 1955 · 1956 · 1958 · 1960 · 1961 · 1962 · 1963 · 1964 · 1965 · 1966 · 1967 · 1968 · 1970 · 1972 · 1973 · 1974 · 1975 · 1976 · 1977 · 1978 · 1979 · 1980 · 1981 · 1982 · 1983 · 1984 · 1985 · 1986 · 1987 · 1988 · 1989 · 1990 · 1991 · 1992 · 1993 · 1994 · 1995 · 1996 · 1997 · 1998 · 1999 · 2000 · 2001 · 2002 · 2004 · 2005 · 2007 · 2008 · 2009 · 2010 · 2011 · 2012 · 2013 · 2014 · 2015 · 2016 · 2017 · 2018 · 2019 · 2020 · 2021 · 2022 · 2023 · 2024 · 2025 · 2026 · 2027 · 2029 · 2031
Als eretitel: 1923 (Italië) · 1924 (Frankrijk) · 1925 (België) · 1926 (San Sebastián) · 1927 (Italië) · 1928 (Italië) · 1930 (België) · 1947 (België) · 1948 (Zwitserland) · 1949 (Italië) · 1950 (Groot-Brittannië) · 1951 (Frankrijk) · 1952 (België) · 1954 (Duitsland) · 1955 (Monaco) · 1956 (Italië) · 1957 (Groot-Brittannië) · 1958 (België) · 1959 (Frankrijk) · 1960 (Italië) · 1961 (Duitsland) · 1962 (Nederland) · 1963 (Monaco) · 1964 (Groot-Brittannië) · 1965 (België) · 1966 (Frankrijk) · 1967 (Italië) · 1968 (Duitsland) · 1972 (Groot-Brittannië) · 1973 (België) · 1974 (Duitsland) · 1975 (Oostenrijk) · 1976 (Nederland) · 1977 (Groot-Brittannië)
Als alleenstaande race: 1983 · 1984 · 1985 · 1993 · 1994 · 1995 · 1996 · 1997 · 1999 · 2000 · 2001 · 2002 · 2003 · 2004 · 2005 · 2006 · 2007 · 2008 · 2009 · 2010 · 2011 · 2012 · 2016